# Лаксола
 Лаксола  — опустевшая деревня в Советском районе Республики Марий Эл. Входит в состав Вятского сельского поселения.

## Географическое положение
Находится в центральной части республики Марий Эл на расстоянии приблизительно 13 км по прямой на север-северо-восток от районного центра посёлка Советский.

## История
В начале XX века здесь было 30 дворов. Деревня была широко известна в округе тем, что по соседству с ней размещался кирпичный завод, где кустарным способом выпускали красный кирпич. В советское время работали колхозы «Коминтерн», «Броненосец Потёмкин». Ныне имеет характер урочища.

## Население
Население составляло 5 человека (100 % мари) в 2002 году, 0 в 2010.